# Glycyphana illusa
Glycyphana illusa es una especie de escarabajo del género Glycyphana, familia Scarabaeidae. Fue descrita científicamente por Janson en 1881.
Se distribuye por Indonesia, en la isla de Borneo, península malaya, Sumatra, Java y Birmania. Mide 11,2-13,5 milímetros de longitud.